# Belén Lake
Der Belén Lake (in Chile Laguna Belén) ist ein 150 m langer See auf King George Island im Archipel der Südlichen Shetlandinseln. Am südlichen Ende der Fildes-Halbinsel liegt er unmittelbar nördlich des Belén Beach, von dem er durch eine bislang unbenannte Felsformation und einen Geröllhügel getrennt ist.
Chilenische Wissenschaftler benannten ihn um 1996. Das UK Antarctic Place-Names Committee übertrug die Benennung 2007 ins Englische. Der weitere Benennungshintergrund ist nicht hinterlegt.